# Bona Lombarda

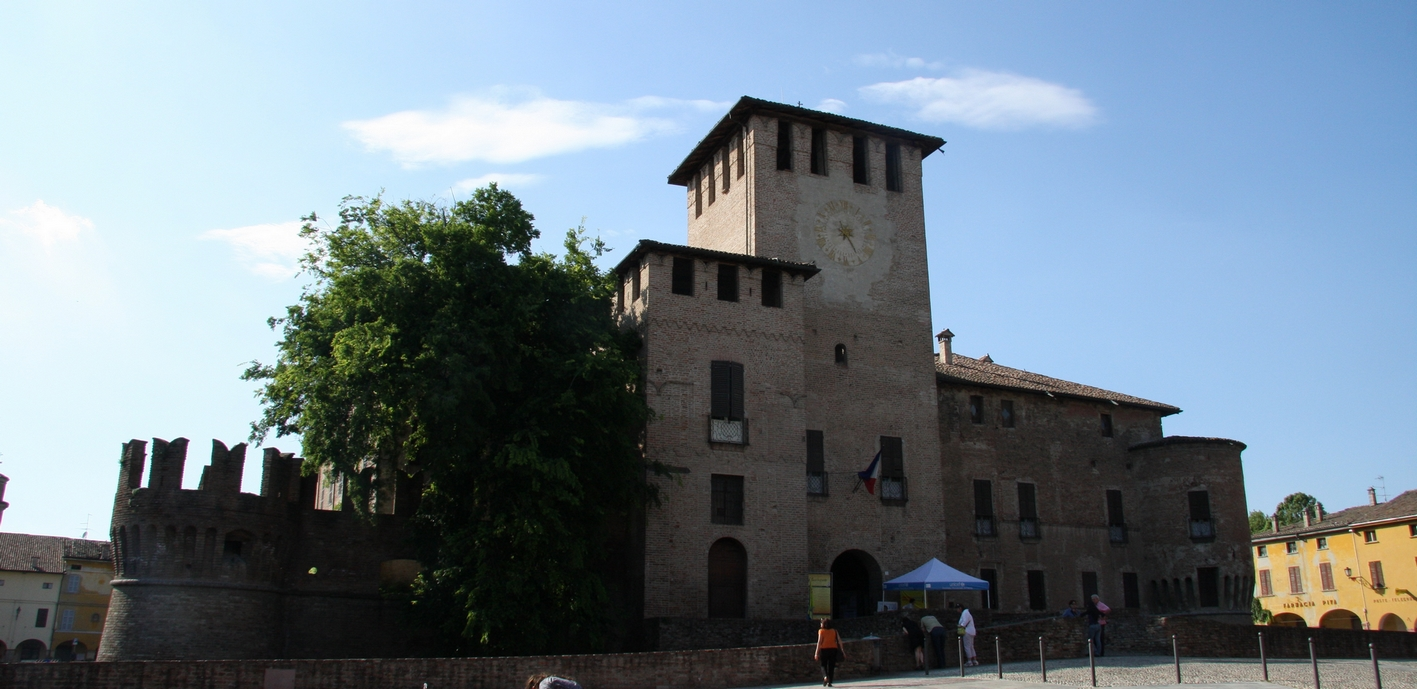
La rocca de los Sanvitale en Fontanellato.

Bona Lombarda, a veces conocida como Bona Lombardi (Cosio Valtellino, 1417-Modona, 1468) fue mujer del mercenario Pietro Brunoro de los condes de Sanvitale de Fontanellato (PR).
Tras la batalla de Delebio (1432) combatida entre los venecianos, guiados por Giorgio Corner, y las tropas del ducado de Milán comandadas por Niccolò Piccinino, estos dejaron una parte de las tropas en la Valtellina, entre ellos el mercenario Pietro Brunoro alojado en Morbegno que dominaba la zona de Val Gerola hasta Campione di Sacco, en la actual comune de Cosio Valtellino. Fue aquí donde Pietro Brunoro conoció a Bona. Algunas fuentes hablan de un rapto, otras de matrimonio en la iglesia de Sacco; Bona siguió a su marido en sus empresas guerreras participando activamente en algunas batallas.
Brunoro pasó al servicio del reino de Nápoles bajo la guía de Alfonso de Aragón pero se sospechó que volvía a estar a sueldo de Milán y lo apresaron.
Una vez liberado pasó a las órdenes de Venecia y fue invitado a Negroponte con la finalidad de defenderla de los turcos. Brunoro murió en el año 1466 y dos años después, en el Peloponeso, murió también Bona.
En recuerdo de Bona Lombarda, hay una lápida en la localidad de Campione di Sacco en la comuna de Cosio, surgió una capilla votiva donde hay una lápida.
- Datos: Q3642004
- Multimedia: Bona Lombarda / Q3642004